# The Lilk
The Lilk ist ein Wasserlauf in Kent, England. Er entsteht im Nordosten von Maidstone und fließt in südlicher Richtung am östlichen Rand von Maidstone bis zu seiner Mündung in den River Len.